# Anxin
Der Kreis Anxin (安新县; Pinyin: Ānxīn Xiàn) ist ein Kreis der bezirksfreien Stadt Baoding in der chinesischen Provinz Hebei. Er hat eine Fläche von 727,7 km² und zählt 437.378 Einwohner (Stand: Zensus 2010).